# Newruz
Nawruz (zm. 1361) – czternasty chan Złotej Ordy w latach 1360-1361.
Był synem Dżany Bega. Po zamordowaniu ojca wystąpił przeciwko braciom, którzy przejęli władze w Złotej Ordzie. Zdołał opanować dużą część państwa. Po zamordowaniu Kulpy Nawruz został kolejnym chanem. Po kilku miesiącach rządów również zginął zabity z inicjatywy Chidra, chana Białej Ordy.